# Nyniannes Röst
Nyniannes Röst är ett musikstycke av Carl Jonas Love Almqvist. Noterna ingår i band I av den så kallade imperialoktavupplagan av Törnrosens bok, vilket utkom 1839. I likhet med den sång som följer efter, ”Det doftar i skogen”, men i motsats till de flesta andra musikinslagen i Törnrosens bok har ”Nyniannes Röst” varken text eller någon förklarande berättelse. Endast titeln ger en antydan om ett sammanhang där melodin kunde ingå. Namnet Nynianne är ett typiskt exempel på Almqvists experimentella skapande av personnamn, såsom Tintomara eller Amorina.